# Oum Toub
Oum Toub là một đô thị thuộc tỉnh Skikda, Algérie. Dân số thời điểm năm 2002 là 31.051 người.